# マカレナ・ゴメス
マカレナ・ゴメス・トラセイラ（Macarena Gómez Traseira、1978年2月2日 - ）は、スペイン・コルドバ県コルドバ出身の女優。『セクシーキラーリベンジ・オブ・ザ・デッド』などに出演している。

## 経歴
アンダルシア地方のコルドバ県コルドバに生まれ、イギリス・ロンドンのローズ・ブラッフォード・カレッジ演劇学校で演技を学んだ。
2008年公開のホラーコメディ映画『セクシーキラーリベンジ・オブ・ザ・デッド』にて、キャンパスキラーと呼ばれる美人女子大生バーバラを演じた。2014年には『Musarañas』でゴヤ賞主演女優賞にノミネートされた。
2013年にはミュージシャン兼映画監督のアルド・コマスと結婚した 。アルド・コマスは8歳年下である。その後、2015年には第1子となる男児を出産した。
2018年にはマル・タルガローナ監督の歴史ドラマ映画『El fotógrafo de Mauthausen』に出演した。

## 出演作品
| 公開年 | 邦題 原題                                       | 役名     | 備考 |
| ------ | ----------------------------------------------- | -------- | ---- |
| 2001   | DAGON                                           |          |      |
| 2006   | スパニッシュ・ホラー・プロジェクト 悪魔の管理人 |          |      |
| 2008   | セクシーキラーリベンジ・オブ・ザ・デッド        | バーバラ |      |
| 2011   | アナザーワールド VERBO                          |          |      |
| 2013   | スガラムルディの魔女                            | シルビア |      |
| 2014   | ネスト                                          | モンセ   |      |
| 2015   | 邪悪なヒーロー                                  |          |      |
| 2016   | ボーイ・ミッシング                              |          |      |
| 2017   | あなたに触らせて                                | ローラ   |      |
| 2018   | マウトハウゼンの写真家                          | ドロレス |      |

## 受賞とノミネート

### ゴヤ賞
| 年     | 部門       | 作品   | 結果       |
| ------ | ---------- | ------ | ---------- |
| 2014年 | 主演女優賞 | ネスト | ノミネート |